# شهرستان سیسیان
شهرستان سیسیان (ارمنی: Սիսիանի շրջան) یکی از سی و هفت شهرستان در تقسیم‌بندی جمهوری شوروی سوسیالیستی ارمنستان بود. مرکز این شهرستان سیسیان بود. طبق سرشماری سال ۱۹۸۷ میلادی جمعیت آن بالغ بر ۲۹٬۷۶۸ تن و مساحت آن کیلومتر ۱۷۱۹ مربع بود. 

## مناطق مسکونی
- Ալիշար - լքված գյուղ
- آخلاتیان
- Ախլար
- آغیتو
- آنگغاکوت
- آشوتاوان
- Արիքլու - ավերակ գյուղ
- آرویس
- گورایک
- بالاک، ارمنستان
- موتسک
- بنونیس
- برناکوت
- گتاتاغ
- دارباس
- Զաբազադուր - լքված գյուղ (1918-1920)
- تاسیک
- شناتاغ
- لتسن
- لور، ارمنستان
- تسغوک
- Կվրախ - լքված գյուղ (1940)
- تورونیک
- ایشخاناسار
- هاتساوان، سیونیک
- تسغونی
- نوراوان، سیوینک
- شاغات
- Շամբ
- شاکی، ارمنستان
- وروتان (سیسیان)
- تاناهات
- سالوارد
- سارناکونک
- اسپانداریان، سیوینک
- نژده، ارمنستان
- واغاتین
- تولورس
- اویتس

## نگارخانه

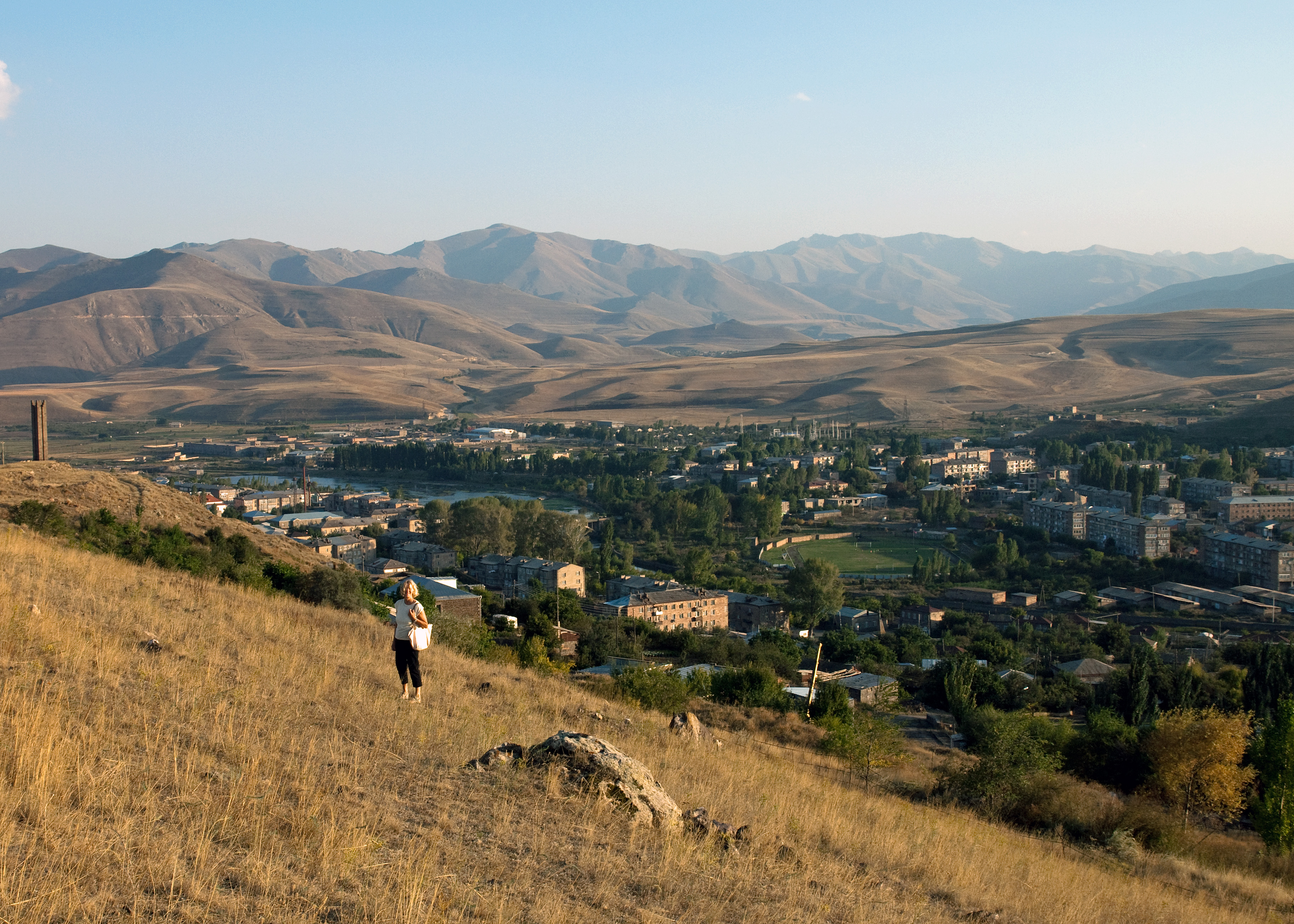
سیسیان
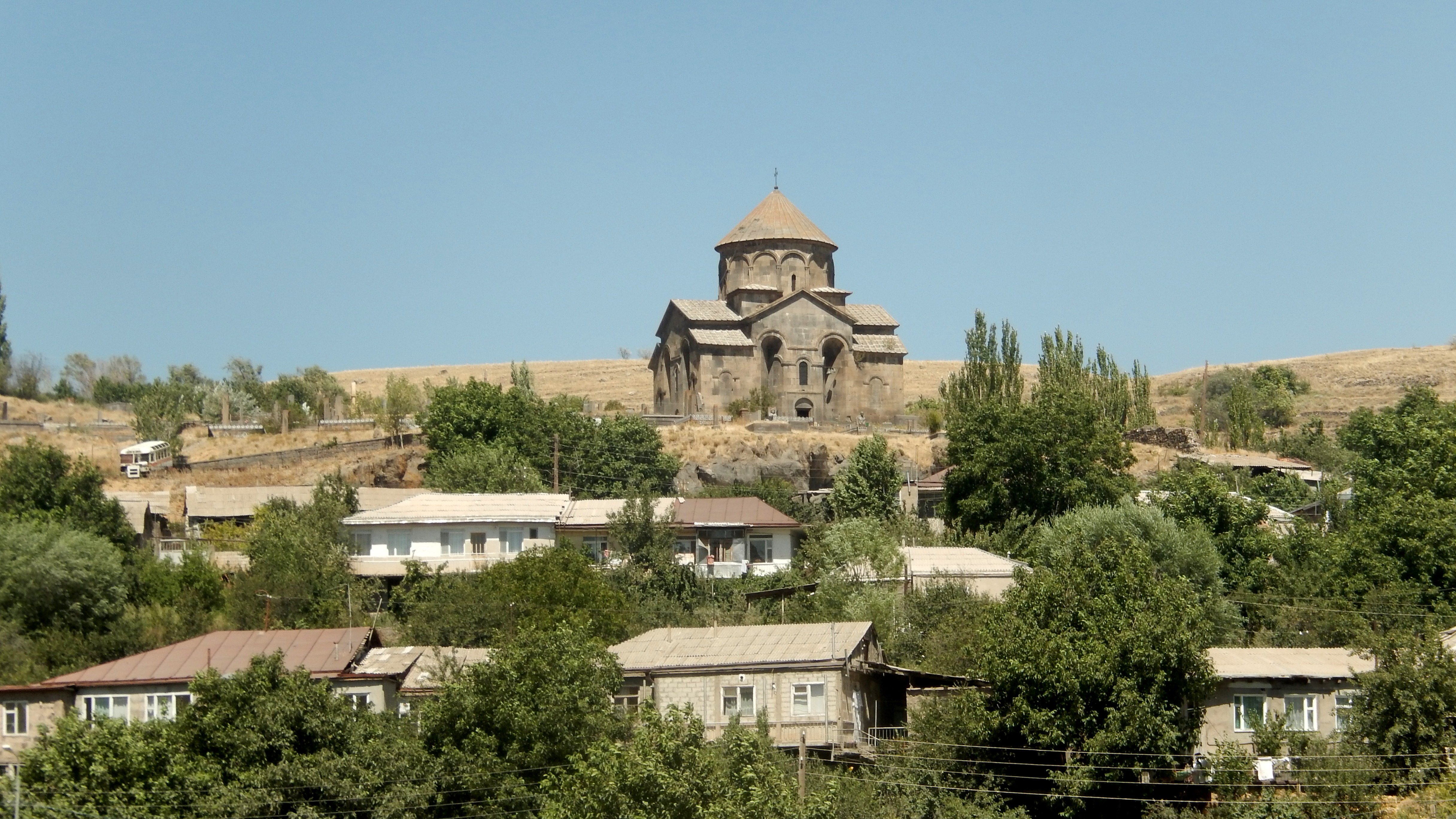
Սուրբ Գրիգոր եկեղեցի (Սիսիան)
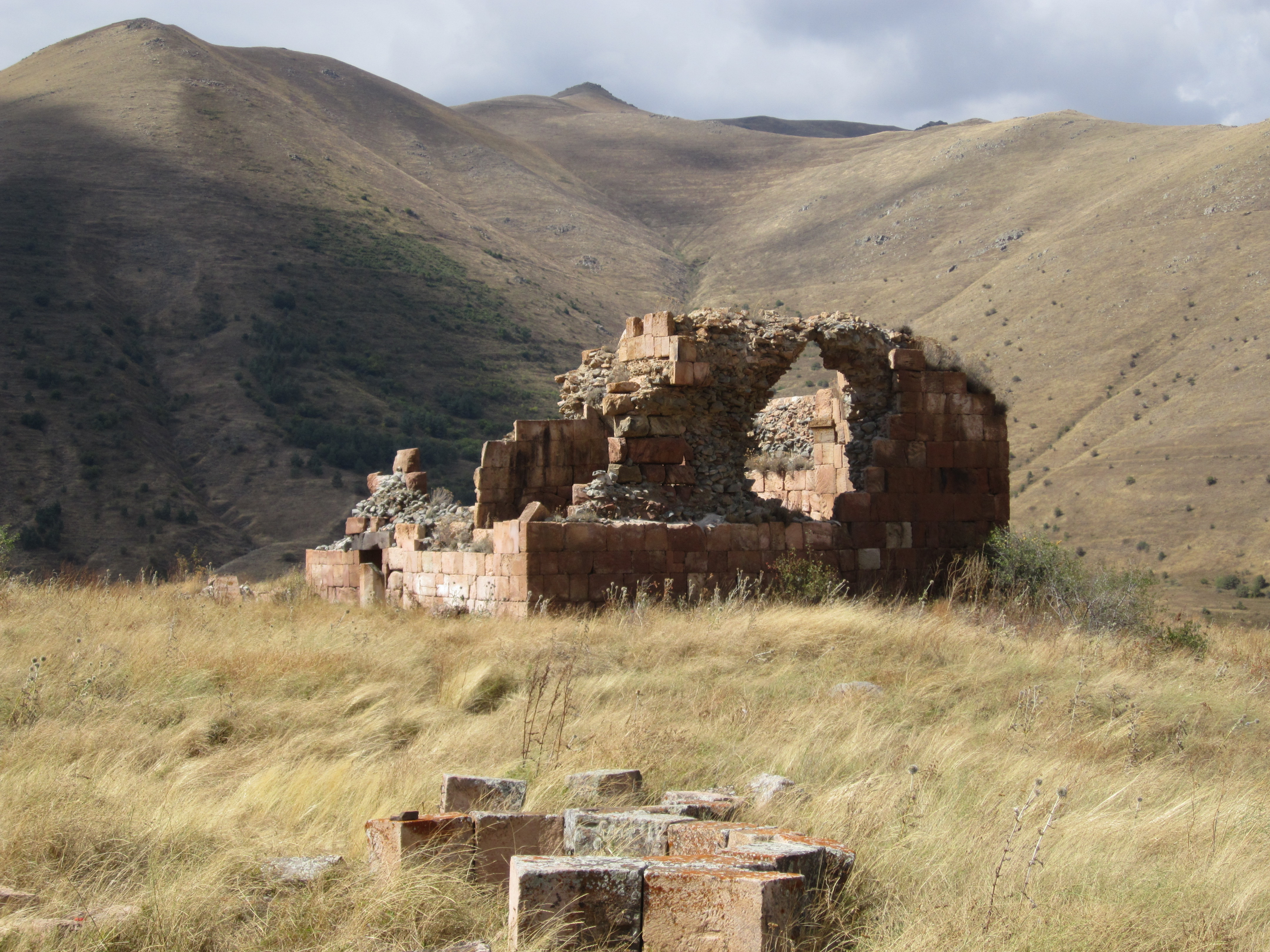
صومعه تاناهات

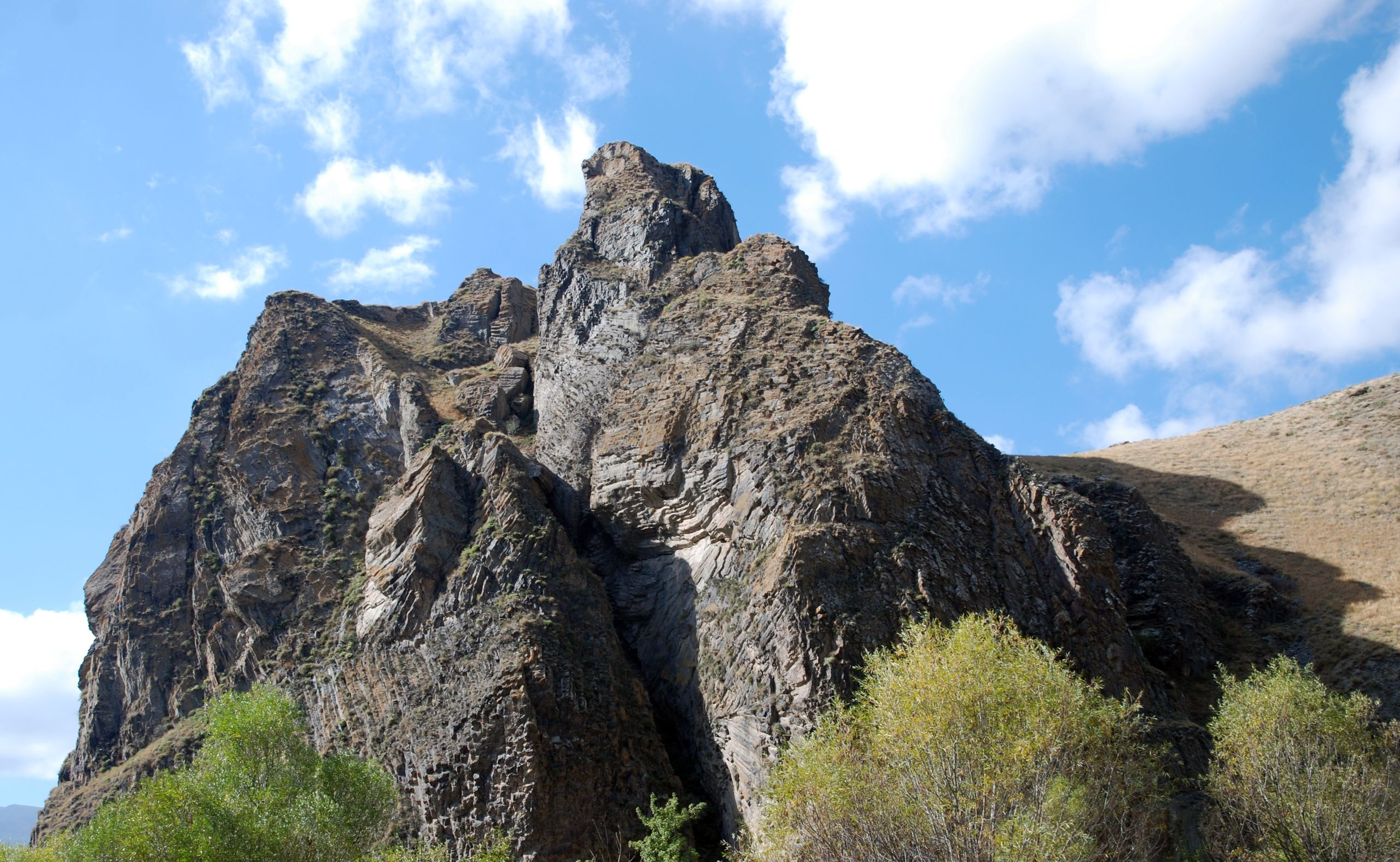
وروتنابرد
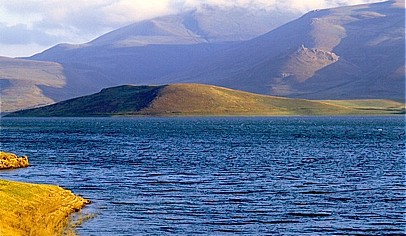
Սպանդարյանի ջրամբար
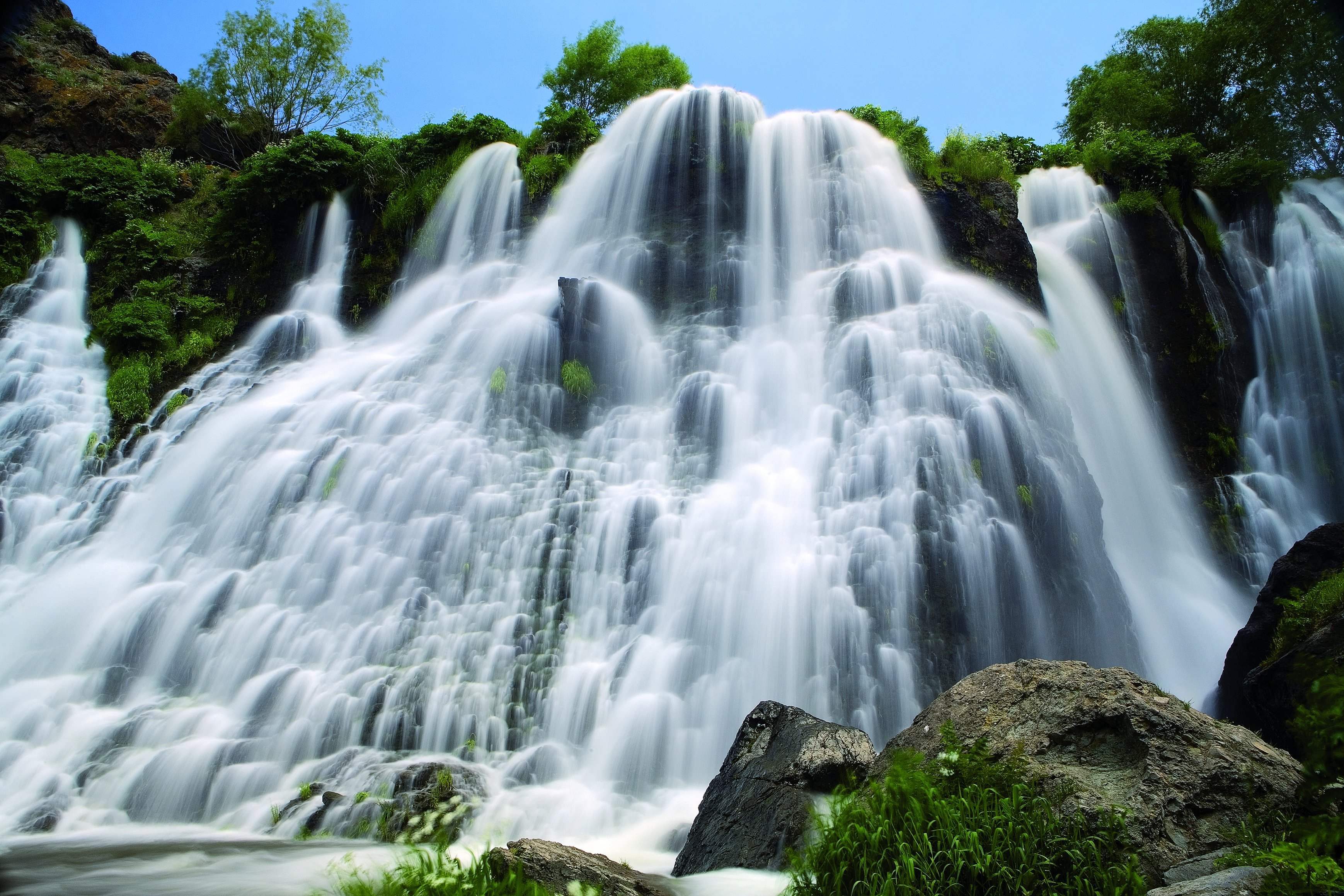
آبشار شاکی